# Ambition Without Honor 2
Ambition Without Honor 2 (en japonés: 仁義なき野望2, Jingi naki yabō 2?) es una película japonesa de acción y yakuza dirigida por Takashi Miike, y estrenada el 13 de junio de 1997 directamente a vídeo (VHS) en Japón.Es una secuela de: Ambition Without Honor lanzada en 1996, también dirigida por Takashi Miike.

## Argumento
Tetsuya, un joven yakuza, regresa con su familia en Shizuoka después de que su padre adoptivo Iwasaki,  resulta herido en un ataque de un clan rival. En medio de una lucha contra enemigos deshonrosos y la política corrupta de la yakuza, Tetsuya, encuentra un aliado poco fiable en un policía rebelde llamado Kitahara.

## Reparto
| Actor                   | Papel    |
| ----------------------- | -------- |
| Hirotarō Honda          |          |
| Hiroko Sakuramachi      |          |
| Takashi Shikauchi       |          |
| Kojiro Shimizu          | Kitahara |
| Harumi Sone             | Iwasaki  |
| Yuta Sone (Hideki Sone) | Tetsuya  |
| Go Wakabayashi          |          |
| Shingo Yamashiro        |          |

## Recepción
En una reseña de Asian Movie Pulse, el crítico Panos Kotzathanasis, escribió: «La actuación es relativamente buena, con Hideki Sone como Tetsuya y Kojiro Shimizu como Kitahara interpretando sus papeles con una frialdad muy apropiada, mientras que Hirotaro Honda como líder rival, consigue acaparar la atención del espectáculo con su extraña perversidad.
“Ambition without Honor 2” no es una mala película, pero si se siente un poco mediocre, particularmente porque Miike, en 1997, ya había iniciado el camino que lo convertiría en una sensación internacional».

## Precuela y secuela
Tras la producción de Ambition Without Honor de 1996 dirigida por Takashi Miike, le siguieron dos secuelas más: Ambition Without Honor 2 de 1997 dirigida también por Takashi Miike y Ambition Without Honor 3: Wolf (en japonés: 仁義なき野望３狼, Jingi naki yabō 3 ōkami?) o simplemente Ambition Without Honor 3, de 1998 dirigida por Masatake Matsuo.